# Oespel
Oespel ist der Statistische Bezirk 75 und zugleich ein westlicher Stadtteil der kreisfreien Großstadt Dortmund. Er liegt im Stadtbezirk Lütgendortmund. Die Wohnbevölkerung von Oespel betrug im Jahre 2024 4.275 Einwohner.
Im Gegensatz zu manch anderen westfälischen Ortsnamen wird das „Oe“ von Oespel normal mit kurzem Ö-Umlaut gesprochen (Öspel statt falsch Ohspel), zumal der Name des Ortes früher Öspel geschrieben wurde.

## Geographie
Oespel liegt etwa sechs Kilometer westlich bis südwestlich der Dortmunder Innenstadt. An den Ort grenzen die Stadtteile Kley, Marten, Dorstfeld, Barop und Eichlinghofen sowie im Süden der Wittener Stadtteil Stockum.
Im Süden des Ortes findet sich ein ausgedehntes Waldgebiet, der Dorney, das angrenzende Wohngebiet Oespels ist von Einfamilienhäusern geprägt. Im Nordosten nähert sich der wachsende Technologiepark Dortmund der Oespeler Wohnbebauung. In diesem Bereich Oespels gibt es überwiegend kleine Mehrfamilienhäuser.
Der Bau der S-Bahn Linie 1 zwischen Dortmund und Düsseldorf änderte das Ortsbild. Durch Oespel führt die S-Bahn als Hochbahn auf Betonstelzen und teilt somit seit Anfang der 1980er Jahre den gewachsenen Ortskern. Der Haltepunkt liegt heute im Zentrum des Dorfes.

## Geschichte
Eine erste Besiedlung des Oespeler Ortsgebietes lässt sich auf die Bronzezeit datieren. Nach dem Zweiten Weltkrieg wurden auf einem Feld zunächst einige Urnengräber entdeckt. Bei einer neuerlichen Grabung im Jahre 1991 wurden schließlich insgesamt 28 Hügelgräber nachgewiesen, in denen sich Verbrennungsreste in Urnen sowie vereinzelt Grabbeigaben fanden. Unter anderem wurde in einem Grab eine kleine Eisenkugel entdeckt, bei der es sich um den ältesten Eisenfund im Ruhrgebiet handelt.
Die heutige Gemarkung Oespel ist wesentlich jüngeren Datums. Die erste urkundliche Erwähnung von Oespel als in uilla Tospelli findet sich um 880–884 bzw. um 900 im Heberegister des Klosters Werden (Werdener Urbar A), welches viele Bauernschaften (villae) im Borahtron-Gau auflistete. 
Vor und um 1220 erscheint Tuspelle in den Vogteirollen des Stifts Essen. 1255 wurde ein Godefridus de Tuspelle urkundlich erwähnt. Das Kloster Elsey kaufte 1318 Güter in Tospele von Ernst gen. Speck von Bodelschwingh sowie 1323 den Hof Gyldehus von Adolf Vynke. 1359 wurde ein Gobele van Thospele im Urkundenbuch des Klosters Clarenberg erwähnt. Im Jahr 1612 erscheint erstmals der heutige Ortsname Oespel. Das Wappen von Oespel, das zwei gekreuzte Heugabeln zeigt, wurde im Jahre 1357 erstmals urkundlich abgebildet. Eine Deutung des Ortsnamens bleibt unklar.
Oespel gehörte im Spätmittelalter und der Frühen Neuzeit mit eigener Bauerschaft (Tuspell) im Kirchspiel Lütgendortmund und Amt Bochum zur Grafschaft Mark. Laut dem Schatzbuch der Grafschaft Mark von 1486 hatten die 19 Steuerpflichtigen Hofbesitzer in der Bauerschaft zwischen 1 oirt und 6 Goldgulden an Abgabe zu leisten. Darunter bemerkenswert viele große Höfe mit Abgaben von 5 und 6 Goldgulden. Im Jahr 1705 waren in der Bauerschaft (0spel) 22 Steuerpflichtige mit Abgaben an die Rentei Bochum im Kataster verzeichnet.
Im 19. Jahrhundert war Oespel eine Landgemeinde im Landkreis Dortmund und Amt Lütgendortmund. 1885 hatte die Gemeinde (plus 8 Wohnplätze) eine Fläche von 4,73 km², davon 351 ha Ackerland, 12 ha Wiesen und 60 ha Holzungen. Es gab 186 Wohngebäude mit 489 Haushaltungen und 2537 Einwohner.

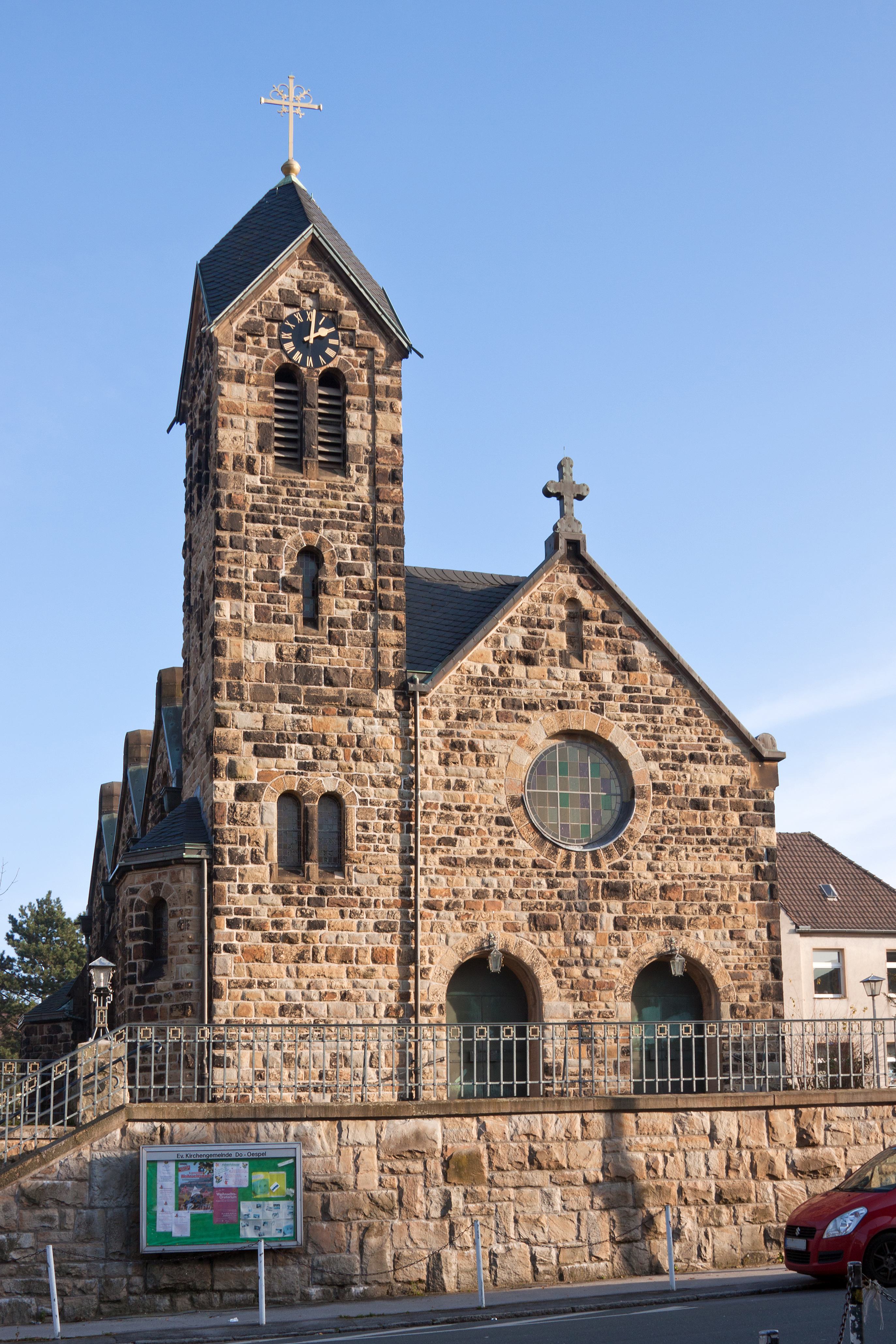
Evangelische Kirche Oespel

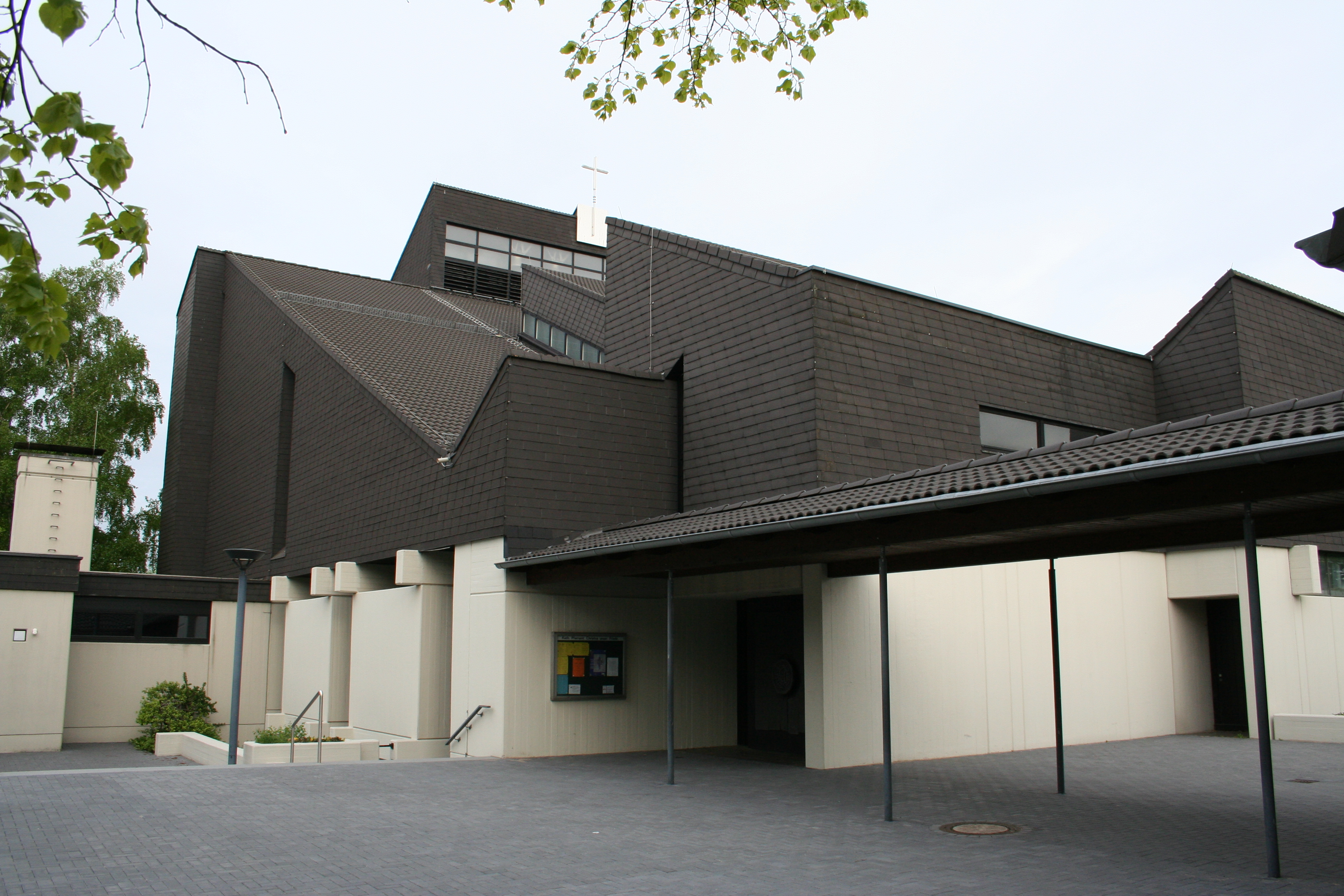
Katholische Kirche Oespel

Der bäuerliche Charakter der Ortschaft Oespel änderte sich erst mit einsetzender Industrialisierung. Im Waldgebiet Dorney wurden schon immer die dort zu Tage tretenden Kohleflöze ausgebeutet. Erste Tiefbauzechen wurden dann um 1850 errichtet. Auf Oespeler Gebiet gab es insgesamt vier Bergwerke: Die Zeche Borussia, später umbenannt in Zeche Oespel, die Zeche Planetenfeld, die Zeche Im weißen Feld sowie die Zeche Oespel II. Als letzte Bergwerke wurden die Zechen Oespel und Oespel II im Jahr 1962 stillgelegt.
Auf den nun zur Verfügung stehenden Flächen der Zeche Oespel wurde der Indupark Oespel angelegt. Ursprünglich als Industriegebiet konzipiert, sind heute dort fast ausschließlich große Einzelhändler wie Hellweg Baumarkt, Ikea, Mövenpick-Weinland, das Indupark Center und die Bürobedarfskette Staples zu finden.
Am 1. April 1928 wurde Öspel (damalige Schreibweise des Ortes) durch das Gesetz über die weitere Neuregelung der kommunalen Grenzen im westfälischen Industriebezirk nach Dortmund eingemeindet.

## Bevölkerung
Struktur der Oespeler Bevölkerung:
- Bevölkerungsanteil der unter 18-Jährigen: 14,5 % [Dortmunder Durchschnitt: 16,2 % (2018)][13]
- Bevölkerungsanteil der mindestens 65-Jährigen: 22,3 % [Dortmunder Durchschnitt: 20,2 % (2018)][14]
- Ausländeranteil: 12,3 % [Dortmunder Durchschnitt: 22,3 % (2024)][15]
- Arbeitslosenquote: 4,9 % [Dortmunder Durchschnitt: 11,0 % (2017)][16]

Das durchschnittliche Einkommen in Oespel liegt etwa 10 % oberhalb des Dortmunder Durchschnitts.

### Bevölkerungsentwicklung
| Jahr      | 1987 | 2003 | 2008 | 2013 | 2016 | 2018 | 2020 | 2022 | 2023 | 2024 |
| --------- | ---- | ---- | ---- | ---- | ---- | ---- | ---- | ---- | ---- | ---- |
| Einwohner | 4150 | 4491 | 4316 | 4307 | 4355 | 4257 | 4183 | 4224 | 4215 | 4275 |

## Verkehr
Der Haltepunkt Dortmund-Oespel liegt an der S-Bahn-Strecke Bochum–Dortmund und wird von der Linie S1 der S-Bahn Rhein-Ruhr bedient. 

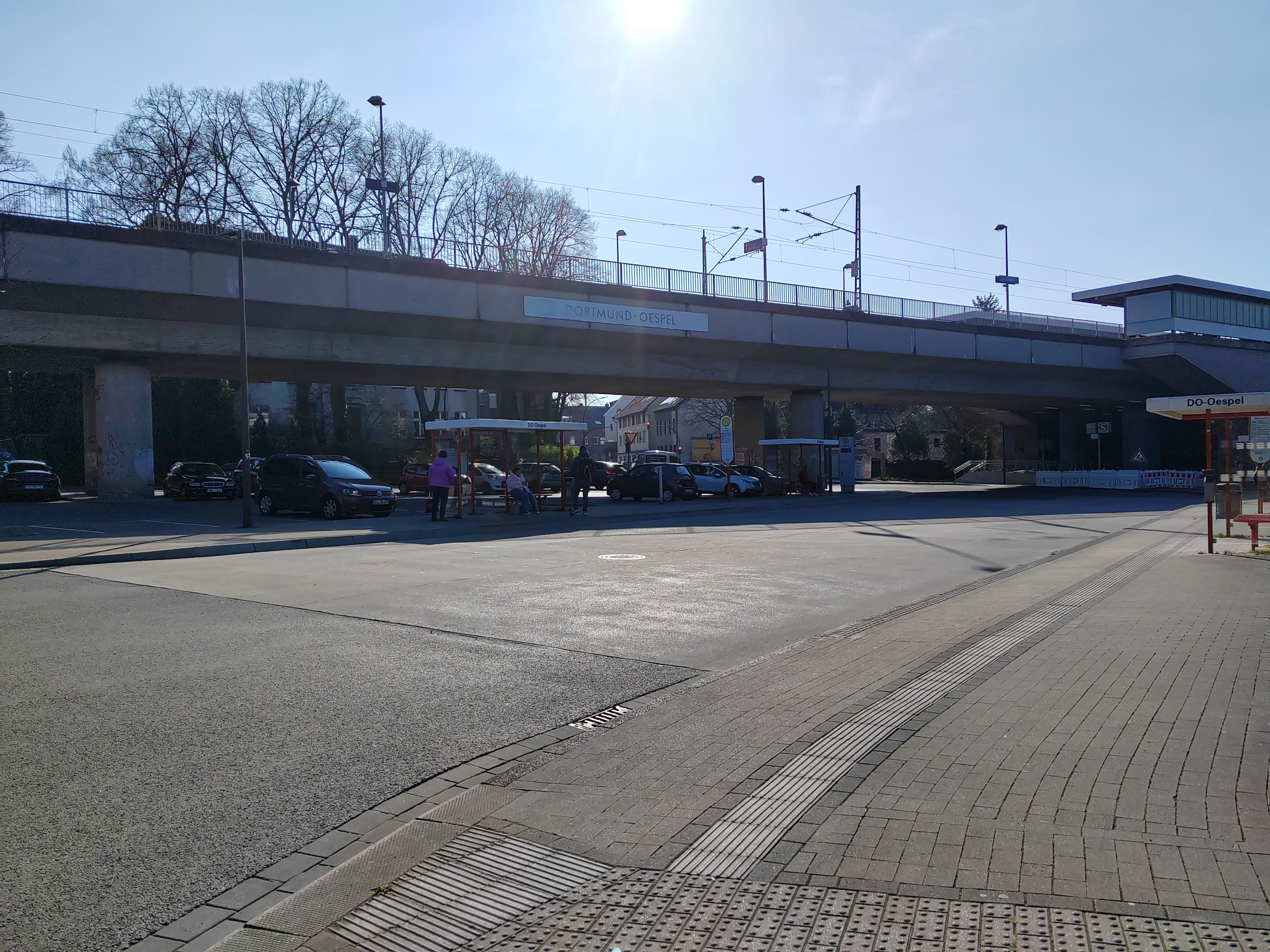
Haltepunkt Dortmund-Oespel

| Linie | Verlauf | Takt                                      |
| ----- | --- | ----------------------------------------- |
| S 1   | Solingen Hbf – SG-Vogelpark – Hilden Süd – Hilden – D-Eller – D-Eller Mitte – D-Oberbilk – D-Volksgarten – Düsseldorf Hbf – D-Wehrhahn – D-Zoo – D-Derendorf – D-Unterrath – D-Flughafen – Angermund – DU-Rahm – DU-Großenbaum – DU-Buchholz – DU-Schlenk – Duisburg Hbf – MH-Styrum – Mülheim (Ruhr) Hbf – E-Frohnhausen – Essen West – Essen Hbf – E-Steele – E-Steele Ost – E-Eiberg – Wattenscheid-Höntrop – BO-Ehrenfeld – Bochum Hbf – BO-Langendreer West – BO-Langendreer – DO-Kley – DO-Oespel – DO-Universität – DO-Dorstfeld Süd – DO-Dorstfeld – Dortmund Hbf Stand: Fahrplanwechsel Dezember 2023 | 30 min 15 min (Essen–Dortmund wochentags) |

## Naturschutzgebiet
Seit 2004 weist der Flächennutzungsplan der Stadt Dortmund den teilweise in Oespel gelegenen Dorneywald mit einer Fläche von 40,4 Hektar als Naturschutzgebiet aus. Die offizielle Bezeichnung lautet „Naturschutzgebiet Nr. 25, – Stadtbezirk Lütgendortmund“ (siehe auch: Dorney).

## Persönlichkeiten
- August Schmidt (1878–1965), Mitbegründer der IG Bergbau und Energie und ihr erster Vorsitzender, gebürtig in Oespel
- Heinrich Göckenjan (1900–1986), Politiker (NSDAP), bewirtschaftete vor 1943 als Bauer den Winkelmannshof in Oespel
- Otto Dannebom (1904–1975), Gewerkschafter und Politiker (SPD), Vorsitzender der Schachtgruppe an der Zeche Oespel
- Luise Peter, geb. Radtke (1906–1979), Politikerin (SPD), gebürtig in Oespel
- Ernst Weiers (1909–1978), Maler, Graphiker und Bildhauer, gebürtig in Oespel
- Franz Kurowski (1923–2011), Autor, lebte in Dortmund-Oespel
- Reinhard Libuda (1943–1996), Fußballspieler, wohnte vor und nach seinem Wechsel zu Borussia Dortmund zeitweilig in Oespel[17]